# 스티븐 비들러
스티븐 비들러(Steven Vidler, 1960년 1월 1일 ~ )는 오스트레일리아의 배우, 영화 감독, 작가이다.
오스트레일리아에서 태어났다.

## 출연 작품
- 스탠딩 업 포 써니 (2018년)
- 더 홈 송 스토리즈 (2007년)
- 씨 노 이블 (2006년) - 윌리엄스 역
- Love My Way (2004년)
- 공포의 별장 (2004년)
- 어 링 오브 엔드리스 라이트 (2002년)
- 크로커다일 헌터 (2002년)
- 금발의 여인 (2001년)
- 잃어버린 세계 (1999년)
- 투 핸즈 (1999년)
- 씬 레드 라인 (1998년)
- 블랙락 (1997년)
- 나폴레옹 (1995년)
- 노 워리스 (1994년)
- 프랭키스 하우스 (1992년)
- 시드니의 두 형사 (1990년)
- 랭글러 (1989년)
- 보통녀 (1987년)
- 3인의 무법자 (1985년)

### 텔레비전
- 올 세인츠 (2006-08)
- 홈 앤 어웨이 (2007-08) - 노엘 앤더슨 역
- 댄스 아카데미 (2010-13)